# Harpers Ferry
Harpers Ferry er en lille by i Jefferson County, West Virginia i USA. Byen ligger, hvor Potomacfloden og Shenandoahfloden mødes. Byen ligger i en floddal omgivet af bjerge på alle sider. Statsgrænserne mellem West Virginia, Virginia og Maryland mødes ved byen, og Harpers Ferry er således West Virginias  østligste by. 
Byen er nok mest kendt som det sted, hvor John Brown i 1859 foretog et angreb på byens våbenfabrik, men byen har været kendt langt længere end det, og betragtes af nogle som amerikansk industris vugge. 

## Historie
I 1751 fik Robert Harper retten til at udnytte et område på ca. 0,5 kvadratkilometer, der hvor byen nu ligger. 10 år senere, i 1761, etablerede han færgedrift over Potomacfloden, og dermed blev byen udgangspunkt for mange af de indbyggere, som rejste ind i Shenandoahdalen eller endnu længere mod vest. Efterhånden voksede en bebyggelse op omkring færgestedet, og i 1763 blev byen officielt etableret under navnet Shenandoah Falls at Mr. Harper’s Ferry. I begyndelsen af 1800-tallet blev der bygget broer over de to floder, og så ophørte færgedriften efterhånden.
I oktober 1783 besøgte Thomas Jefferson byen på vej mod Philadelphia, hvor han skulle deltage i USA's kongres. Fra en klippe over byen så han ud over Potomacflodens passage gennem Blue Ridge Mountains. Klippen kaldes i dag Jefferson Rock, og der er stadig en imponerende udsigt over byen, selv om der er groet en del træer op siden Jeffersons tid.
George Washington kom til Harpers Ferry i 1785. Han var formand for Patowmac Company, der havde til formål at forbedre fremkommeligheden på Potomacfloden og dens bifloder, og Washingtons formål med at besøge byen var at undersøge behovet for at lave kanaler uden om faldene, hvor de to floder mødtes. Patowmac Company havde allerede etableret en kanal uden om flodens Great Falls længere mod syd. I 1794 havde Washington fået et så godt kendskab til området, at han foreslog at USA's nye våbenfabrik og arsenal skulle placeres her. Nogle medlemmer af George Washingtons familie slog sig ligefrem ned i området.
Våbenfabrik og arsenal blev etableret i 1799, og dermed blev byen til et industrielt centrum. Mellem 1801 og den amerikanske borgerkrigs udbrud i 1861, blev der fremstillet mere end 600.000 musketter, rifler og pistoler. I 1803 kom Meriwether Lewis til byen med et brev fra USA's krigsminister, Henry Dearborn. Brevet fortalte, at de ønsker Lewis havde, skulle imødekommes uden unødig forsinkelse. Blandt varerne som Lewis bestilte var rifler, støbeforme til kugler, tomahawker, knive og en sammenklappelig båd. Lewis rejste videre til Philadelphia, men kom tilbage 3 måneder senere for at hente de varer, han havde bestilt, og som skulle bruges på det, der senere blev kendt som Lewis og Clark ekspeditionen.
Opfinderen John Hall etablerede sin egen riffelfabrik på Virginius Island, lige vest for byen i 1820, og han var den første, der fandt på at bruge udskiftelige dele i de værktøjsmaskiner, der blev brugt til at fremstille hans rifler, så den samme maskine kunne bruges til flere opgaver. Også mange andre industrier blev etableret på Virginius Island, hvor der var rigeligt med vandkraft til at drive virksomhedernes maskineri.
Industrialiseringen fortsatte i 1833, da Cheasapeake og Ohio kanalen, der skulle gå fra Washington D.C. til Pittsburgh, Pennsylvania, blev ført frem til byen, og året efter kom også Baltimore and Ohio Railroad til byen, Kort tid efter blev også Winchester og Potomac Railroad ført gennem byen, som dermed blev et knudepunkt for jernbanetransporten nord/syd og øst/vest. Til gengæld hørte kanalen hurtigt op med at have væsentlig betydning som transportvej.
I 1859 angreb John Brown våbenfabrikken. Brown var fanatisk forkæmper for slavernes frigørelse, og han kaldte sig Præsident for USA's provisoriske regering. Hans ”befrielseshær” bestod af 21 mand, (heriblandt 3 af hans egne sønner og fem frigivne slaver) De våben, han erobrede skulle forsyne de store troppestyrker, der efter Browns mening snart ville slutte sig til hans hær. To dage senere blev våbenfabrikken stormet af en styrke fra US Marine Corps under kommando af oberstløjtnant Robert E. Lee og løjtnant J. E. B. Stuart. Brown og nogle af hans mænd forskansede sig i byens brandstation, der i dag går under navnet John Browns Fort. Kampene fortsatte indtil Brown selv var blevet hårdt såret, og to af hans sønner var blevet dræbt.
Den amerikanske borgerkrig blev en katastrofe for Harpers Ferry. Byen havde en strategisk beliggenhed ved mødet mellem de to floder, ved kanalen og ved jernbanen, og ved ”indgangen” til Shenandoah dalen, og både nordstats- og sydstatstropper kom jævnligt gennem byen. Slaget ved Harpers Ferry blev udkæmpet i bjergene ved byen (Bolivar Heights), og byen skiftede hænder ikke mindre end 8 gange i løbet af krigen. Daværende oberstløjtnant Thomas J. (Stonewall) Jackson var kommandant over byen i krigens begyndelse, og da han blev afløst som kommandant af general Joseph E. Johnston i 1861, nægtede han at afgive kommandoen, før han havde fået skriftlig ordre fra hovedkvarteret i Richmond. Senere kom Jackson tilbage til byen, som leder af den styrke, der erobrede byen tilbage fra nordstaterne i 1862 i slaget ved Harpers Ferry.

## Storer College
Under borgerkrigen var Harpers Ferry et af de steder, hvor flygtede slaver slog sig ned, og umiddelbart efter borgerkrigen etablerede en lokal præst en grundskole for de tidligere slavers børn i Camp Hill, beboelsesområdet i bakkerne over byen. Kort efter gav filantropen John Storer en donation på 10.000 dollars til etablering af en egentlig skole, på den betingelse at skolen skulle være åben for alle, uanset køn, race og religion. I løbet af 1860’erne blev skolen til det første college i USA, der gav adgang til både sorte og hvide, og skolen fik navn efter velgøreren, Storer. Mod slutningen af 1800-tallet viste det sig, at borgerkrigens løfter om lige ret for sorte og hvide, ikke var blevet ført ud i livet, hvilket førte til dannelsen af Niagara bevægelsen på et møde på Storer College i 1906. Fra denne bevægelse opstod organisationen NAACP (National Association for the Advancement of Colored People), der eksister endnu. I 1954 blev loven om raceopdeling i skolerne ophævet, og myndighederne ville derfor ikke længere støtte Storer College, som måtte lukke.

## Harpers Ferry i dag
Efter borgerkrigen gik det ned ad bakke for Harpers Ferry. Forbundsregeringen lukkede våbenfabrik og arsenal, og efterhånden som elektriciteten overtog rollen som primær energikilde, mistede byens vandkraftdrevne virksomheder deres betydning. De fleste af de bygninger, der rummede våbenfabrikken, arsenalet, og de mange andre industrier der opstod omkring byen, primært på Virginius Island, hvor der var masser af vandkraft til at drive virksomhedernes maskineri, er for længst væk. Af nogle findes fundamenterne, mens der af andre slet intet er tilbage. Kanalen uden om faldene findes stadig, men den er næsten udtørret, og forbindelsen ud til floden er lukket til.
I dag er der etableret en nationalpark, som drives af National Park Service, der dels vedligeholder området, men også driver guidevirksomhed både i byen og i de omkringliggende bjerge. Men byen er også en levende by, selv om indbyggertallet ikke er særligt højt. Byen har 269(2020) indbyggere. Alligevel er der flere spisesteder og butikker, og der holder typisk en del biler parkeret ved byens station. Den såkaldte Lower Town har kun tre gader, Shenandoah Street, Potomac Street og High Street.
Ikke langt fra Harpers Ferry ligger Whites Ferry, hvor der stadig er færgedrift over Potomac mellem Maryland og Virginia.

## Kendte personer
En række personer har besøgt Harpers Ferry. Her er et par stykker, der ikke er nævnt i artiklen:
- George Armstrong Custer
- Philip Sheridan
- Abraham Lincoln
- Frederic Douglas
- W. E. B. Du Bois

og i nyere tid blandt andre
- Bill Clinton
- Al Gore

## Billeder
- Robert Harper byggede dette hus i Lower Town i 1782, og det er byens ældste hus. Harper døde dog før han nåede at flytte ind i huset.
- Her, på dette område, hvor der i dag gror træer, lå våbenfabrikken, grundlagt i 1799.
- I Shenandoah Street ligger en del af byens museer og udstillinger, og der er et informationskontor.
- Wincester og Potomac banens flotte ”banedæmning” gennem Harpers Ferry.
- Resterne af en tidligere bro over Shenandoahfloden.
- En af byens gamle butikker.
- Byens gamle kro, nu udstilling.
- Shenandoah kanalens nu lukkede udløb i Sheandoahfloden.
- St. Peters – byens katolske kirke.
- Ruinerne af en tidligere episkopal kirke, St. Johns, på bakken over byen.
- Udsigt over byen og Potomacfloden fra Jefferson Rock.
- Udsigt over Shenandoahfloden fra Jefferson Rock.